# Poissonova rovnice
Poissonovou rovnicí nazýváme obecně nehomogenní parciální diferenciální rovnici:
{\displaystyle \Delta u=f},
kde {\displaystyle \Delta } označuje tzv. Laplaceův operátor a f funkci n proměnných:
{\displaystyle \Delta =\nabla ^{2}={\frac {\partial ^{2}}{\partial x_{1}^{2}}}+{\frac {\partial ^{2}}{\partial x_{2}^{2}}}+...+{\frac {\partial ^{2}}{\partial x_{n}^{2}}},f=f(x_{1},x_{2},...,x_{n})}
pro {\displaystyle n\geq 2}.
Např. Poissonova rovnice pro 3 (typicky prostorové) proměnné {\displaystyle x,y,z} má tvar
{\displaystyle {\frac {\partial ^{2}u}{\partial x^{2}}}+{\frac {\partial ^{2}u}{\partial y^{2}}}+{\frac {\partial ^{2}u}{\partial z^{2}}}=f(x,y,z)}.
Poissonova rovnice je parciální diferenciální rovnice eliptického typu. Jedná se o stacionární difuzní rovnici. Poissonova rovnice platí např. pro klasický potenciál gravitačního resp. elektrostatického pole, na pravé straně je hustota (látky resp. elektrostatického náboje).
Speciálním případem Poissonovy rovnice je homogenní Laplaceova rovnice:
{\displaystyle \Delta u=0},
kde {\displaystyle \Delta } je Laplaceův operátor.